# Grabow
För andra betydelser, se Grabow (olika betydelser).
Grabow är en stad  i Landkreis Ludwigslust-Parchim i förbundslandet Mecklenburg-Vorpommern i Tyskland. Staden ligger vid floden Elde och omkring 7 kilometer söder om Ludwigslust.
Staden ingår i kommunalförbundet Amt Grabow tillsammans med kommunerna Balow, Brunow, Dambeck, Eldena, Gorlosen, Karstädt, Kremmin, Milow, Möllenbeck, Muchow, Prislich och Zierzow.

## Historia
Den första dokumenterade omnämnandet av Grabow finns i en skrivelse från påven Urban III 1186, i vilken orten kallades "Borg Grabow" (tyska: "Burg Grabow"). 1252 fick staden Grabow sina stadsrättigheter av grevarna av Dannenberg. Från 1320 tillhörde Grabow furstendömet Mecklenburg. I början av 1600-talet byggdes borgen ut till ett slott. Från 1669 var slottet residens för Prins Fredrik av Mecklenburg-Schwerin. Den 3 juni 1725 härjades staden och slottet av en stor brand. Slottet uppfördes inte igen.
1846 anslöts Grabow till järnvägslinjen Hamburg-Berlin. Därefter växte staden och några fabriker grundades, bland andra en läderfabrik och ett bryggeri (Rose).

## Befolkningsutveckling
Befolkningsutveckling  i Grabow
Källa:,,
 

## Sevärdheter
- Den välbevarade gamla staden med korsvirkeshus
- St. Georgskyrkan, gotisk kyrka uppförd i tegel (1300-talet)

## Vänorter
- Albertslund i Danmark
- Borken, i Tyskland

## Kommunikationer
Grabow ligger vid järnvägslinjen Wismar-Berlin, som trafikeras av regionaltåg. Dessutom går förbundsvägen (tyska:Bundesstraße) B 5 genom staden.

## Galleri

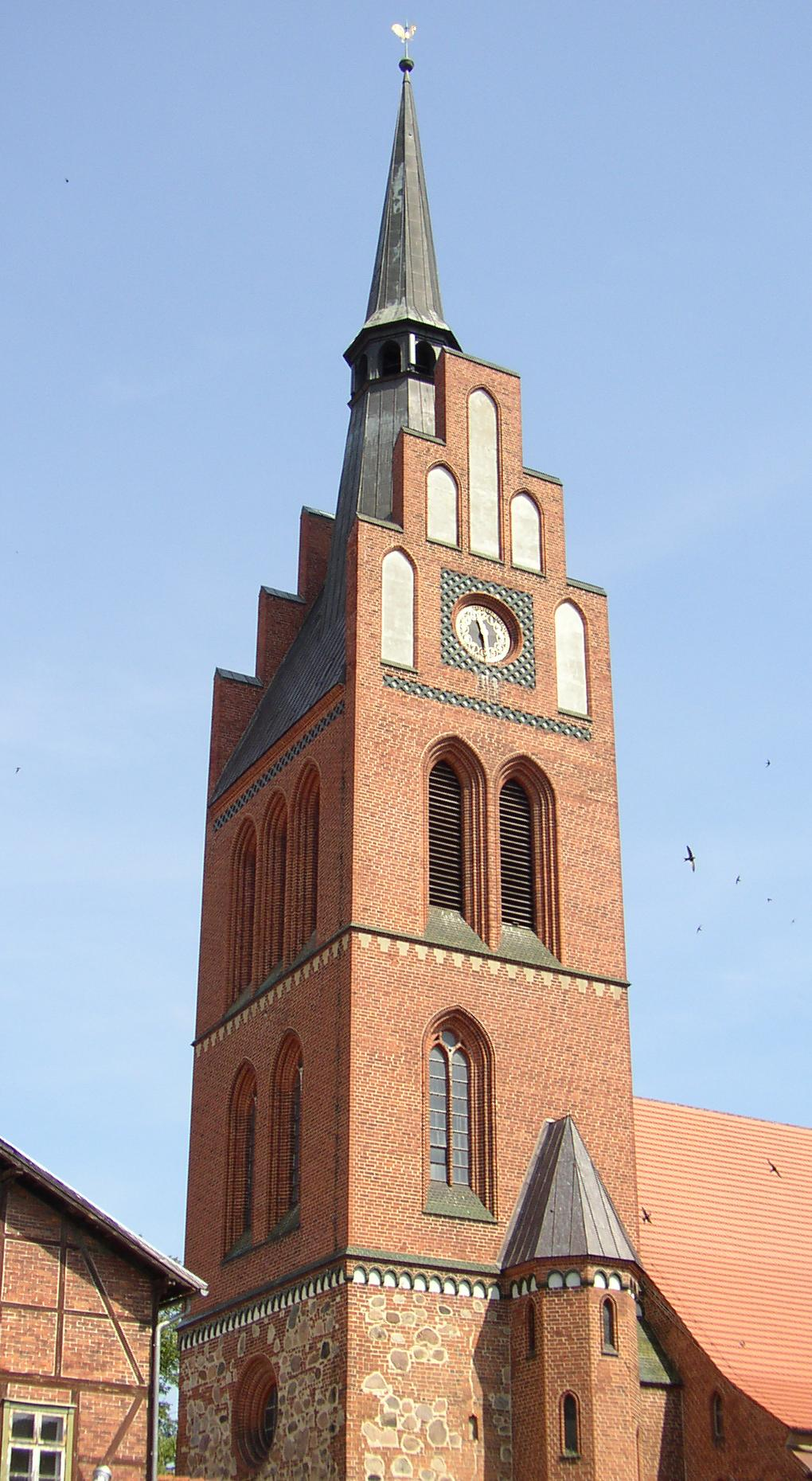
St. Georgskyrkans torn
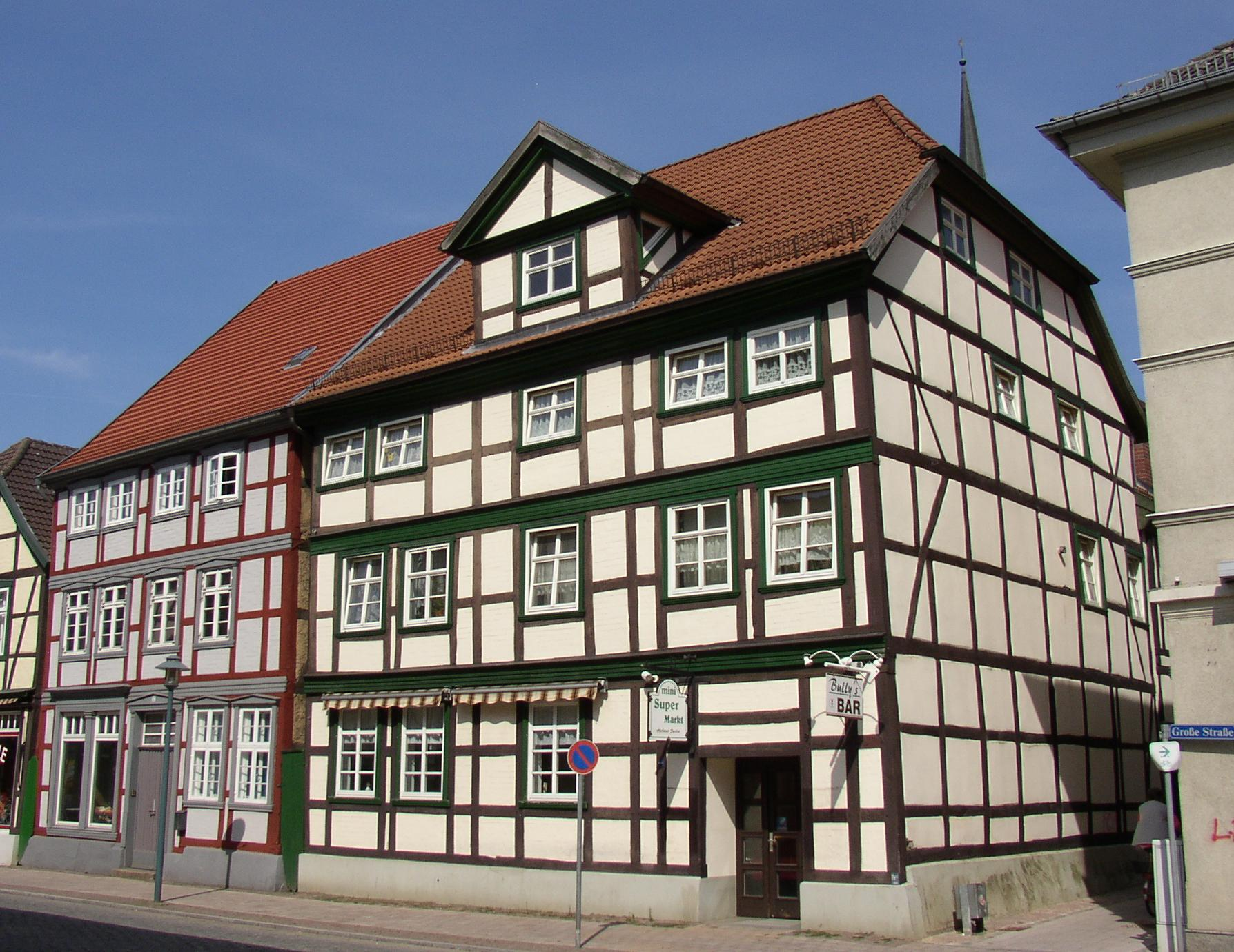
Hus vid Storgatan